# El pla de la Susan
El pla de la Susan (títol original: Susan's Plan) és una pel·lícula estatunidenca dirigida per John Landis, estrenada el 1998. Ha estat doblada al català.

## Argument
Divorciada fa poc i rebent ajudes des de fa temps, Susan (Nastassja Kinski) no considera més que moderadament la perspectiva de treballar. Aleshores es posa en el cap la idea d'eliminar el seu ex-marit Paul (Adrian Paul) amb l'ajuda del seu amant Sam (Billi Zane) i de dos assassins maldestres, Steve (Rob Schneider) y Bill (Michael Biehn) amb la finalitat de recuperar la pòlissa d'assegurança. Per rematar el treball contracten a un pinxo (Dan Aykroyd) que també fracassa. Finalment, busquen els serveis d'una atractiva i eixelebrada perruquera (Lara Flynn Boyle).

## Repartiment
- Nastassja Kinski: Susan Holland
- Billy Zane: Sam Myers
- Michael Biehn: Bill
- Rob Schneider: Steve
- Lara Flynn Boyle: Betty Johnson
- Dan Aykroyd: Bob
- Bill Duke: Inspector Scott
- Adrian Paul: Paul Holland
- Thomas Haden Church: Dr. Chris Stillman
- Lisa Edelstein: Penny Myers
- Sheree North: Madame Beyers
- Carl Ballantine: Harold Beyers
- Joey Travolta Pierre Baton): el barman
- Robert Harvey: el concessionari
- Lauren Tom: Carol